# U-bochtconstructie
Een U-bochtconstructie is een legale methode om de wet te omzeilen. Ook wel: via de achterdeur. 

## Commerciële radio en televisie
Tot 1992 was commerciële radio en televisie in Nederland niet toegestaan. Om toch in Nederland uit te kunnen zenden, bedachten commerciële omroepen een U-bochtconstructie. Hierbij zonden ze vanuit het buitenland Nederlandstalige programma's uit. Omdat ze formeel buitenlandse uitzendlicenties hadden, mochten ze in Nederland wel worden doorgegeven via de kabel.
De eerste zender die via een U-bochtconstructie uitzond, was Cable One. Dit radiostation (een initiatief van voormalig dj Willem van Kooten en Ad Ossendrijver) ging op 8 februari 1988 van start. Cable One was officieel een Engels radiostation. Op 4 april 1988 volgde Radio 10, dat een Italiaanse licentie had en uitzond vanuit Milaan. Op 30 september 1988 werd Sky Radio gelanceerd. De U-bochtconstructie van dit station verliep eveneens via Groot-Brittannië. 
In 1989 werden ook de eerste televisiezenders aangekondigd die via een U-bocht wilden uitzenden: TV10 (een initiatief van Joop van den Ende) en RTL-Véronique (van Lex Harding en de Luxemburgse RTL Group). Doordat de publieke omroepen zich nogal bedreigd voelden door deze initiatieven, startte het Commissariaat voor de Media een onderzoek naar de U-bochtconstructie. De conclusie: Radio 10, Sky Radio en RTL-Véronique waren buitenlandse zenders, Cable One en TV10 waren Nederlands en dus niet toegestaan volgens de wet. Dit betekende het einde van Cable One. TV10 werd al voor de eerste uitzending opgeheven.
Radio 10 en Sky Radio bleven uitzenden, RTL-Véronique (later: RTL 4) ging op 2 oktober 1989 van start. De commerciële stations wonnen daarna steeds meer marktaandeel. Uiteindelijk besloot de Nederlandse overheid in 1992 om commerciële omroepen toe te staan.
Ook in België werd dit fenomeen gebruikt. Zo ontstond in 1995 VT4 dat door een U-bochtconstructie via Groot-Brittannië uitzond. VT4 was zo de tweede commerciële zender in het Belgische tv-netwerk, na VTM dat in 1989 op de buis kwam.